# Kamensk-Chakhtinski
Kamensk-Chakhtinski (en russe : Каменск-Шахтинский) est une ville de l'oblast de Rostov, en Russie. Sa population s'élevait à 92 989 habitants en 2013.

## Géographie
Kamensk-Chakhtinski se trouve sur la rive droite du Donets, à 127 km au nord de Rostov-sur-le-Don.

## Histoire
Kamensk est fondé par des Cosaques en 1686 et accède au statut de ville en 1927. Deux ans plus tard, elle est renommée Kamensk-Chakhtinski, pour la distinguer de Kamensk-Ouralski. Pendant la Seconde Guerre mondiale, Kamensk-Chakhtinski est occupée par l'Allemagne nazie du 18 juillet 1942 au 13 février 1943. Elle est libérée par le front sud-ouest de l'Armée rouge. Le 6 janvier 1954, Kamensk-Chakhtinski devient la capitale administrative de la nouvelle oblast de Kamensk, mais l'année suivante, la capitale est transférée à la ville de Chakhty. Après avoir été un important centre houiller du Donbass, Kamensk-Chakhtinski s'est reconvertie dans la production de fibres artificielles (entreprise Kamenskhimvolokno), d'engins d'extraction et de verre.

## Galerie
|  |  |  |

## Population
Recensements (*) ou estimations de la population
| 1897*  | 1926*  | 1931   | 1939*  | 1959*  | 1970*  |
| ------ | ------ | ------ | ------ | ------ | ------ |
| 12 190 | 16 606 | 21 300 | 42 711 | 57 525 | 68 135 |

| 1979*  | 1989*  | 2002*  | 2010*  | 2012   | 2013   |
| ------ | ------ | ------ | ------ | ------ | ------ |
| 71 598 | 72 379 | 75 632 | 95 296 | 94 197 | 92 989 |

## Personnalités
- L'ataman du Don Afrikan Bogaïevski est né dans la stanitsa Chakhtinskaïa le 8 janvier 1873 ;
- Le physicien, géographe et météorologue Iossyp Kossonohov y est né le 31 mars 1866 ;
- Le peintre Iakov Mintchekov y a vécu et y mort en 1938.

## Transports
Kamensk-Chakhtinski se trouve sur la route européenne E40, qui relie Calais (France) à Ridder (Kazakhstan).